# Спецификација простих особина
Спецификација простих особина је OpenGIS стандард који дефинише дигитално чување географских података (тачка, линија, полигон и др.) са просторним и непросторним атрибутима. Просте особине су базиране на 2D геометрији са линеарним интерполацијама између вертекса. Уопштено, 2D геометрија је проста ако не садржи пресјек са собом. OpenGIS спецификација простих особина дефинише различите просторне операције, које могу бити искоришћене за стварање нових геометријских објеката од већ постојећих.

## Типови

### Тачка
Примјер:
POINT (10 10)

### Линија
Примјер:
(10 10, 20 20, 30 40)

### Полигон
Примјер:
POLYGON ((10 10, 10 20, 20 20, 20 15, 10 10))

### Агрегат тачака
Примјер:
(10 10, 20 20)

### Агрегат полигона
Примјер:
MULTIPOLYGON(((10 10, 10 20, 20 20, 20 15, 10 10)),((60 60, 70 70, 80 60, 60 60)))

### колекција геометрија
Примјер:
GEOMETRYCOLLECTION(POINT (10 10), POINT(30 30), LINESTRING(15 15, 20 20))